# Inurois fletcheri
Inurois fletcheri là một loài bướm đêm trong họ Geometridae.